# Green Mount Cemetery
Green Mount Cemetery è un cimitero storico situato a Baltimora, Maryland, Stati Uniti, famoso per le varie personalità sepolte, al suo interno si ritrovano sculture di William H. Rinehart e Hans Schuler.

## Storia
Venne edificato nel 1839, il nome lo si deve ad una via che lo costeggia.

## Personaggi noti
- Elizabeth ("Betsy") Patterson Bonaparte (1785 - 1879), moglie del fratello di Napoleone, Girolamo Bonaparte
- Elijah Jefferson Bond (1847 - 1921), inventore della tavola ouija
- John Wilkes Booth (1838 - 1865), colui che uccise Abraham Lincoln, presidente degli USA
- John Archibald Campbell (1811 - 1889), membro della suprema corte americana
- Allen Welsh Dulles (1893 - 1969), agente segreto (fu direttore della CIA e anche membro della Commissione Warren)
- Johnny Eck (1911 - 1991), attore e artista (nato senza gambe)
- Bob Garrett (1875 - 1961), atleta olimpionico
- Johns Hopkins (1795 - 1873), imprenditore e filantropo (grazie ai suoi fondi vennero fondati due ospedali)
- Reverdy Johnson (1796 - 1876), senatore e procuratore generale degli Stati Uniti d'America
- Joseph Eggleston Johnston (1807 - 1891), ufficiale militare
- Edward Coote Pinkney (1802 - 1828), poeta, giurista e editore
- William Rinehart (1825 - 1874), scultore
- Erastus B. Tyler (1822 - 1891), generale che si distinse nella guerra civile americana